# Groupe EGAU
 (mai 2013).
Si vous disposez d'ouvrages ou d'articles de référence ou si vous connaissez des sites web de qualité traitant du thème abordé ici, merci de compléter l'article en donnant les références utiles à sa vérifiabilité et en les liant à la section « Notes et références ».
Le Groupe EGAU (Études en Groupe d'Architecture et d'Urbanisme) est un groupement d'architectes liégeois fondé en 1940 par Charles Carlier et Hyacinthe Lhoest. À la fin de la guerre, Jules Mozin rejoint l'équipe. Le groupe sera particulièrement actif dans la cité ardente et ses alentours pendant près d'un demi siècle entre le début des années 1950 et 1992, année du décès du fils de Charles Carlier. Leurs projets sont caractérisés par une architecture moderniste, brutaliste et fonctionnaliste.

## Associés du Groupe EGAU
Les trois associés sont complémentaires et chacun occupe une place particulière en fonction de sa personnalité. Carlier joue le rôle de locomotive et est chargé des relations publiques. Lhoest est plutôt le plancheur alors que Mozin est le rêveur.

### Charles Carlier
Né à Ougrée le 13 juillet 1916, Charles Carlier est diplômé en architecture de Saint-Luc Liège en 1939. Après une expérience au sein du groupe L'Equerre, il fonde EGAU avec Hyacinthe Lhoest en 1940. En 1945, il obtient le certificat d'urbaniste à l'université de Liège. Il est délégué du Conseil National des Architectes de Bruxelles, membre du Conseil de l'ordre des architectes de la province de Liège dont il sera président. Il fait construire sa maison, la maison Carlier. Il décède en 1993.

### Hyacinthe Lhoest
Né à Jemeppe-sur-Meuse le 8 mars 1913, Hyacinthe Lhoest est diplômé en architecture de l'académie des Beaux-Arts de Liège en 1936. Il se forge une expérience dans divers bureaux d'architectes avant de créer EGAU avec Charles Carlier. Il obtient son certificat d'urbaniste à l'université de Liège en 1940. Il est membre du Conseil de l'ordre des architectes de la province de Liège et membre de la Commission d'Esthétique et d'Urbanisme. Il décède en 1983<.

### Jules Mozin
Né à Liège le 25 août 1914, Jules Mozin est diplômé en architecture de Saint-Luc Liège en 1939. Après une brève expérience professionnelle, il intègre EGAU en 1944. Il obtient son certificat d'Urbaniste à l'université de Liège en 1945. Il est membre de la Commission d'Architecture et d'Urbanisme de l'APIAW (Association pour le Progrès Intellectuel et Artistique de la Wallonie). Il décède en 1995.

## Histoire du Groupe EGAU
Après avoir collaboré au sein du groupe l'Equerre, Charles Carlier et Hyacinthe Lhoest s'associent pour former EGAU en 1940 à Liège. Ils sont rejoints en 1944 par Jules Mozin. L'histoire, avec un grand H, a une influence sur leur œuvre ; que ce soit la reconstruction puis l'expansion économique d'après-guerre ou la crise des années 1970,.
Tous les trois sont diplômés en architecture et obtiennent par la suite leur certificat d'urbaniste de l'Université de Liège.
Ils sont les auteurs tant de bâtiments publics (gare des Guillemins, maison communale d'Ougrée…) que d'immeubles à appartements (Cité de Droixhe, résidence du Champ des Oiseaux…) et de maisons d'habitation (maison Bagon, maisons Derwael et Frans…) dont leurs propres maisons (maison Lhoest, maison Carlier et maison Mozin).
Tout comme d'autres grands groupes qui ont marqué l'architecture et l'urbanisme de la ville de Liège, leur œuvre peut être qualifiée de moderne. Dans ce sens, on peut citer le projet de Droixhe, inspiré des théories de la cité radieuse de Le Corbusier, en vue de combler la pénurie de logements de l'après-guerre. Leur œuvre est aussi qualifiée de brutaliste et de fonctionnaliste car elle laisse la part belle au béton, à l'acier, à la répétition d'éléments et que l'usage est au centre de la conception.
Leur influence faiblit à partir des années 1970 où le modernisme cède la place au post-modernisme. Bien que jugée sévèrement par le grand public à cette époque, leur œuvre tend à être reconnue à l'heure actuelle et certains bâtiments sont classés, notamment la maison Carlier qui est inscrite au patrimoine monumental de Belgique ainsi que la maison Mozin répertoriée au patrimoine de la Région wallonne.
Tout au long de l'existence du groupe, plus de 60 collaborateurs se succèdent et après 3 déménagements, les bureaux prennent place dans la maison même de Charles Carlier.
Jules Mozin quitte le groupe en 1979 pour des raisons de santé. Hyacinthe Lhoest décède en 1983. Et c'est le décès du fils de Charles Carlier en 1992 qui marque la fin d'EGAU.
En vue de conserver l'héritage, les documents qui n'ont pas été incendiés sont conservés au GAR (Groupe d'Ateliers de Recherche) à la Faculté d'architecture de l'Université de Liège.

## Style du Groupe EGAU
(janvier 2020).
Le groupe EGAU fait partie des quelques grands groupes d'architectes qui marquent la ville de Liège. Leur œuvre prend racine dans la situation d'après-guerre et bénéficie de la politique de reconstruction, soutenue par le plan Marshall puis d'expansion. Elle s'inspire des tendances de l'époque : le modernisme, le brutalisme et le fonctionnalisme mais aussi de grands noms tels que Le Corbusier et Mies van der Rohe.
Le modernisme prend racine à Liège dans les années 1920 avec la revue « L'Equerre » et le groupe d'architectes du même nom. C'est au sein de ce groupe que Charles Carlier fait ses premières armes et se fait remarquer en construisant une structure métallique innovante : l'entrée de Bressoux. Ceci se passe dans le cadre de l'Exposition internationale de l'eau de Liège de 1939,. Cette exposition fait la part belle à l'architecture moderne.

Le modernisme est au centre des réalisations du groupe EGAU et se retrouve, notamment, dans le plan d'urbanisation et dans la construction de 1 800 logements sociaux pouvant accueillir 7 000 habitants, sur la plaine de Droixhe. Ce projet leur vaut la reconnaissance dans tout le bassin liégeois et même au-delà vu que leur projet fait l'objet d'une publication dans The New Architecture of Europe, 1962 (E. Kidder Smith). Il est également répertorié dans le Patrimoine monumental de la Belgique (1974) et dans l'Architecture contemporaine en Belgique (G. Bekaert, 1993). Les architectes s'inspirent des théories de Le Corbusier (La Cité radieuse) et de différents points émis par les modernistes réunis aux Congrès Internationaux d'Architecture Moderne (CIAM). Cette influence apparaît dans l'orientation des tours, les pilotis en V qui dégagent de l'espace au sol, l'aménagement urbain… D'ailleurs, le parc de la cité est le seul parc moderniste du XXe siècle présent à Liège. Le béton est largement utilisé dans l'ensemble des structures mais chaque bâtiment est personnalisé en fonction de son usage. La rationalité et la sobriété permettent de ne pas tomber dans la monumentalité malgré la dimension de certains édifices.
Le fonctionnalisme, prôné par la Charte d'Athènes,, est très présent dans ce complexe tant dans le plan d'urbanisation que dans le bâti. En effet, les architectes prennent en considération les quatre fonctions du concept de la Charte pour créer des zones indépendantes. Ces quatre fonctions sont la vie/l'habitation, le travail, les loisirs et la circulation. Ils mettent en œuvre aussi d'autres recommandations telles que la construction en hauteur, la prise en considération d'un nombre minimal d'heures d'ensoleillement, la création d'espaces verts… en somme, les « trois premiers matériaux de l'urbanisme » selon les CIAM, à savoir, le soleil, la verdure et l'espace. En effet, ces éléments se retrouvent tant autour des immeubles (exemple, les piliers en V au rez-de-chaussée), sur les toitures-terrasses, ou encore, aux alentours des bâtiments d'habitation, avec d'autres fonctions faisant partie du projet telles qu'une crèche, un centre de santé, une salle des fêtes, deux écoles (filles – garçons), des plaines de jeux, des terrains de sport,… C'est pour ces raisons également, que les façades des bâtiments sont orientées est et ouest permettant aux appartements de jouir d'un maximum de luminosité. Autre exemple, l'Église paroissiale Saints-Pierre-et-Paul, un plan d'eau en longe la façade et de ce fait, un jeu de reflets et de réverbération du soleil amplifie l'entrée de lumière à l'intérieur du bâtiment.
Le brutalisme est bien présent également avec ses codes que sont le béton brut, la répétition d'éléments tels que les fenêtres, l'absence d'ornements ostentatoires mais aussi la verticalité puisque les appartements sont répartis sur une hauteur pouvant atteindre 28 étages. En effet, l'utilisation de la verticalité permet, comme l'explique Le Corbusier d'utiliser un vertical cartésien qui permet de rassembler les locaux dans le soleil tout en dégageant de l'espace au sol qui sera utilisé au profit des usagers, des résidents. Ce style, né pour répondre au besoin de construire rapidement et à moindre coût, répond bien aux besoins de la construction de la Cité de Droixhe dans le contexte d'après-guerre. Ce mode de construction est influencé par les nouveaux matériaux mis en œuvre dans le cadre de l'exposition universelle de 1958, tels que le béton, l'acier, le bois lamellé collé, le béton précontraint… Cependant, le côté stricte et monumentaliste du brutalisme choque et dérange au point de ne plus être reconnu dans les périodes ultérieures.

Les tendances majeures qui caractérisent les réalisations du groupe EGAU sont le modernisme, le brutalisme et le fonctionnalisme et elles se retrouvent dans d'autres bâtiments du groupe : tant d'un point de vue d'immeubles à appartements tels que le complexe de logements d'Angleur, que dans des habitations individuelles telles que la Villa Moury, les maisons de la Cité du Bois Saint-Jean, dans des bâtiments publics tels que la gare des Guillemins (1958), le service d'études techniques de l'Université ou l'Hôtel de Ville d'Ougrée que dans des bâtiments de bureaux et entrepôts tels que l'immeuble de bureaux et de vente avec entrepôt Fenwick[source secondaire nécessaire].
Les architectes du groupe ont utilisé les mêmes codes et influences dans leurs propres habitations. La maison Carlier, par exemple, construite à Cointe en 1958, est inscrite au patrimoine monumental de Belgique. Elle détonne par rapport aux bâtiments environnants. L'architecte adapte le bâtiment à l'environnement topographique mais ne se soucie pas de l'intégration par rapport aux bâtiments existants. Il s'agit d'un parallélépipède rectangle de béton, d'acier et de verre sur 3 niveaux côté jardin dont uniquement le niveau supérieur est visible de la route avec pour seules ouvertures deux portes de garage et une porte d'entrée. L'horizontalité de ce niveau est accentuée en façade par une poutre en béton armé agissant comme une corniche. La façade est ornée d'un panneau vertical de béton bouchardé signé P. Bury.
Tout comme Pol Bury, d'autres artistes collaborent avec le groupe liégeois, que ce soit aux rez des immeubles de Droixhe, dans la piscine du Centre sportif du Grand Séminaire ou encore dans le cadre de la gare des Guillemins.

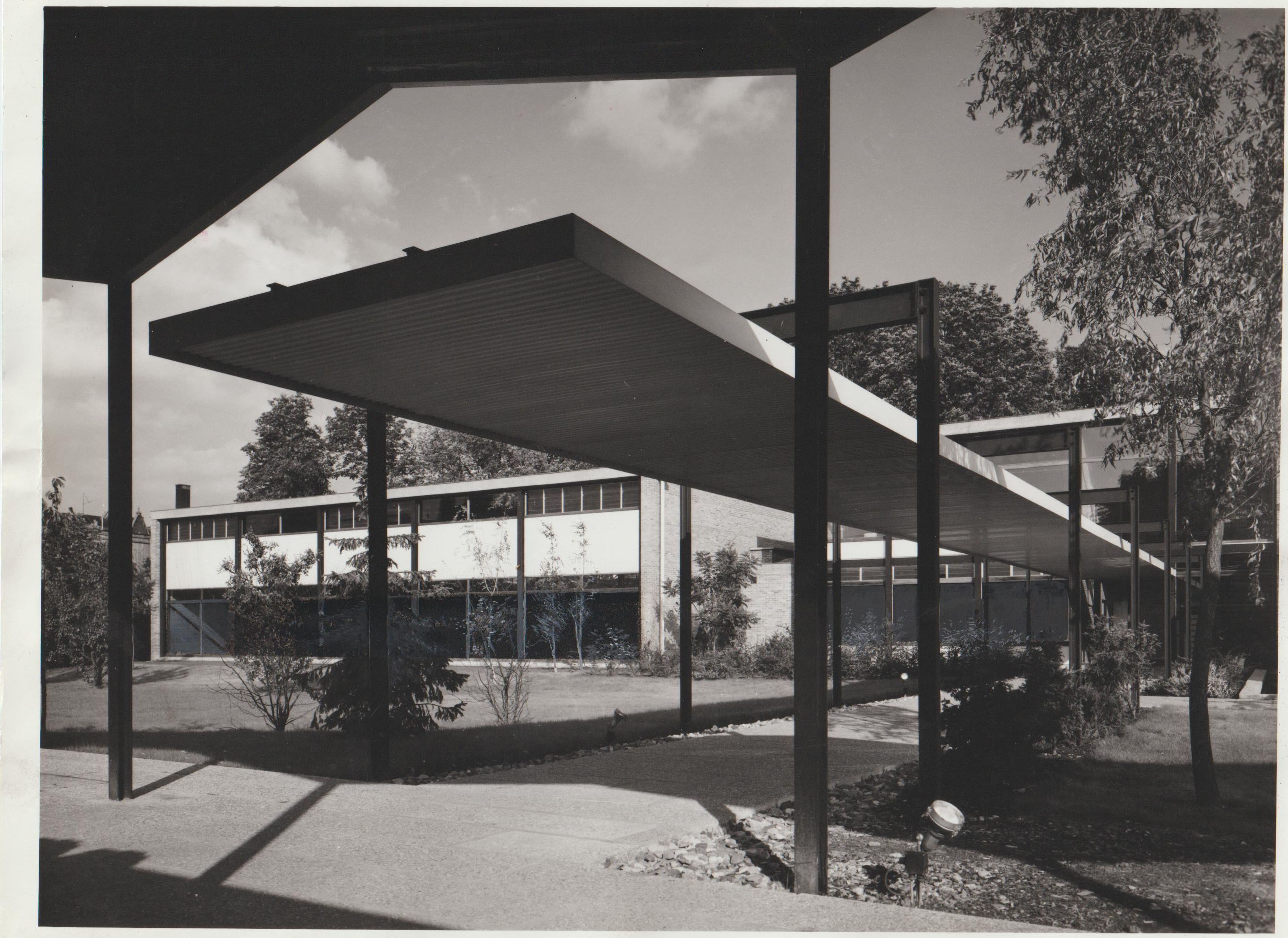
Piscine de l’évêché de Liège

Carlier, Lhoest et Mozin ont exploité les caractéristiques du modernisme et l'ont intégré dans nombreuses de leurs réalisations. Malheureusement, le modernisme n'est pas resté aux goûts du jour et a essuyé de nombreuses critiques dans la période postmoderniste. Il s'est ensuivi que bon nombre de bâtiments du groupe EGAU ont été détruits[source secondaire nécessaire]. D'autres, tels que l'Hôtel de Ville d'Ougrée ou le Centre sportif du Grand Séminaire de L'Evêché, sont destinés à disparaître, faute de moyen, de décision des pouvoirs publics. Par contre, certains immeubles sont destinés à être rénovés tels que les tours de la cité de Droixhe, par le bureau Dethier Architectures en 1999. Et heureusement, beaucoup de documents ont été sauvés et sont conservés au GAR, Groupe d'ateliers de recherche, bibliothèque et centre d'archives faisant partie de la Faculté d'architecture de l'Université de Liège. Ils représentent pas moins de 350 boîtes d'archives et 2 armoires à plans. 

## Réalisations
(janvier 2020).
Liste des réalisations du Groupe EGAU, :
| Date      | Type | Rue                                                                      | Ville (quartier)                     | Géolocalisation                   | Image |
| --------- | --- | ------------------------------------------------------------------------ | ------------------------------------ | --------------------------------- | ----- |
| 1942      | Aménagement et transformation d'une propriété |                                                                          | Visé (Sarolay)                       |                                   |       |
| 1951-1972 | Centre médical et consultation d'hygiène mentale | quai Lova                                                                | Seraing (Ougrée)                     |                                   |       |
| 1951-1963 | Immeubles à appartements | rue Vaudrée 159-167                                                      | Liège (Angleur)                      |                                   |       |
| 1953      | Construction de la Maison Lhoest | rue Félix Paulsen 43                                                     | Liège                                | 50° 36′ 43,8″ N, 5° 35′ 17″ E     |       |
| 1954      | Construction d'une maison d'habitation | rue de la Rousselière 59                                                 | Liège (Bressoux)                     |                                   |       |
| 1954      | Construction de la cité | rue de Vallon                                                            | Liège (Angleur)                      |                                   |       |
| 1954      | Construction de la Maison Bagon | rue Victor Hugo                                                          | Liège                                |                                   |       |
| 1954      | Construction d'une maison d'habitation | route de Liège                                                           | Esneux                               |                                   |       |
| 1954-1957 | Construction d'une maison d'habitation | chemin du Rikokay 492i                                                   | Chaudfontaine (Vaux-sous-Chèvremont) |                                   |       |
| 1954-1956 | Projet de construction d'un dépôt de brasserie avec bureaux et appartements                                                                                                 | rue des usines                                                           | Aubange (Athus)                      |                                   |       |
| 1954      | Transformation d'une maison | rue Moulan                                                               | Liège                                |                                   |       |
| 1954-1957 | Construction d'immeubles à logements multiples blocs 6 et 6a dans la plaine de Droixhe                                                                                      | quai Roi Albert                                                          | Liège (Droixhe)                      |                                   |       |
| 1955-1959 | Construction d'un immeuble à appartements (Résidence Poséidon) | avenue Georges Truffaut                                                  | Liège                                |                                   |       |
| 1956-1957 | Construction de la maison Carlier | avenue de l'Observatoire 233                                             | Liège                                | 50° 37′ 21″ N, 5° 33′ 57″ E       |       |
| 1956      | Plan général d'aménagement |                                                                          | Esneux                               |                                   |       |
| 1956-1964 | Construction d'une école et salle des fêtes d'un complexe social dans la plaine de Droixhe                                                                                  | quai Roi Albert                                                          | Liège (Droixhe)                      |                                   |       |
| 1956-1957 | Construction d'une maison d'habitation | nouvelle percée                                                          | Oupeye (Haccourt)                    |                                   |       |
| 1956-1957 | Station service et immeuble à appartements | place des Déportés                                                       | Liège                                |                                   |       |
| 1958      | Construction de la gare des Guillemins (démolie) | place des Guillemins                                                     | Liège                                | 50° 37′ 31,97″ N, 5° 33′ 56,47″ E |       |
| 1957-1978 | Construction de l'église Saints Pierre et Paul dans la plaine de Droixhe | rue E. Marneffe                                                          | Liège (Droixhe)                      | 50° 38′ 43,28″ N, 5° 36′ 13,51″ E |       |
| 1958-1959 | Construction d'un immeuble à appartements | rue Carpay 22 à 30                                                       | Liège                                | 50° 38′ 46,72″ N, 5° 36′ 09,72″ E |       |
| 1958-1959 | Transformation d'un magasin | rue Puits-en-Sock 56                                                     | Liège                                |                                   |       |
| 1958      | Construction de logements (duplex) | Boulevard des Arts                                                       | Seraing (Ougrée)                     |                                   |       |
| 1958      | Maison de Week-end | chemin forestier de Xhoffraix-Hockai                                     | Stavelot (Francorchamps)             |                                   |       |
| 1958      | Construction d'un immeuble de bureaux et d'un entrepôt de la société Fenwick                                                                                                | quai des Ardennes 3 et 4                                                 | Liège                                |                                   |       |
| 1958      | Maison d'habitation | nouvelle percée                                                          | Oupeye (Haccourt)                    |                                   |       |
| 1958      | Cinéma « Le Parc » | rue Carpay                                                               | Liège (Droixhe)                      |                                   |       |
| 1959-1961 | Construction d'un immeuble à appartements et d'un magasin | rue Marneffe                                                             | Liège                                |                                   |       |
| 1957-1958 | Construction de la maison Mozin | rue de Campine 402                                                       | Liège                                |                                   |       |
| 1960-1990 | Succursale de la Banque Nationale | place Saint Paul 12                                                      | Liège                                | 50° 38′ 22,11″ N, 5° 34′ 12,1″ E  |       |
| 1960-1963 | Construction d'un immeuble à appartements | rue de Campine 404                                                       | Liège                                |                                   |       |
| 1960-1969 | Construction de la résidence des Carmes (immeuble de 23 appartements avez rez-de-chaussée commercial)                                                                       | Angle du quai des Carmes et de la rue Reine Astrid                       | Seraing (Jemeppe-sur-Meuse)          |                                   |       |
| 1960      | Construction d'un immeuble à appartements Résidence du Champ des Oiseaux | avenue de l'Observatoire 140                                             | Liège                                |                                   |       |
| 1960-1961 | Lotissement d'une parcelle |                                                                          | Herstal (Vottem)                     |                                   |       |
| 1960-1962 | Bâtiment social de l'usine de la Ramière | rue Sompré                                                               | Flémalle (Ivoz-Ramet)                |                                   |       |
| 1961-1966 | Nouvel Hôtel de Ville | quai Louva                                                               | Seraing (Ougrée)                     |                                   |       |
| 1961-1962 | Étude de la façade d'un immeuble à appartements | boulevard d'Avroy                                                        | Liège                                |                                   |       |
| 1961      | Construction d'une maison familiale | rue de la Justice 24                                                     | Saint-Nicolas                        |                                   |       |
| 1961-1967 | Construction d'immeubles à logements multiples blocs 11 et 12 dans la plaine de Droixhe                                                                                     | rue Renier de Huy                                                        | Liège (Droixhe)                      |                                   |       |
| 1961-1962 | Maison familiale |                                                                          | Chaudfontaine (Beaufays)             |                                   |       |
| 1962-1977 | École maternelle dans la plaine de Droixhe | Square Alfred Micha                                                      | Liège (Droixhe)                      |                                   |       |
| 1962-1975 | Litige au sujet de la résidence Montesquieu | boulevard Frère-Orban                                                    | Liège                                |                                   |       |
| 1962-1964 | Construction du Centre sportif du grand séminaire de l'évêché | Rue des Prémontrés                                                       | Liège                                | 50° 38′ 17″ N, 5° 34′ 30″ E       |       |
| 1962-1969 | Construction de 62 logements | Bois Saint-Jean                                                          | Seraing (Ougrée)                     |                                   |       |
| 1962      | Transformation d'une maison | rue Félix Paulsen                                                        | Liège                                |                                   |       |
| 1962      | Construction d'une maison d'habitation | avenue de l'Europe                                                       | Seraing                              |                                   |       |
| 1962-1978 | Construction d'une école maternelle | rue du Vallon                                                            | Liège (Angleur)                      |                                   |       |
| 1962-1964 | Construction d'un immeuble à appartements | angle des rues de l'Yser et de la Station                                | Ans                                  |                                   |       |
| 1963-1972 | Construction des bâtiments SETU, SUP, de l'institut des sciences minérales et de géographie de l'université de Liège (avec une intervention de l'artiste Georges Collignon) |                                                                          | Liège (Sart Tilman)                  | 50° 35′ 12″ N, 5° 33′ 56″ E       |       |
| 1963-1975 | Construction d'un immeuble à appartements Résidence Montesquieu | Angle du boulevard Frère-Orban et de la rue Raikem                       | Liège                                |                                   |       |
| 1936-1986 | Construction d'une piscine scolaire dans l'école du Vieux Château | rue des Beaux-Arts                                                       | Liège (Sclessin)                     |                                   |       |
| 1963-1979 | Construction d'une villa | Avenue Reine Astrid                                                      | Esneux (Tilff)                       |                                   |       |
| 1963-1964 | Usine Englebert |                                                                          | Herstal (Hauts-Sarts)                |                                   |       |
| 1963-1967 | Construction d'un centre commercial | angle de la rue Gay-Village et de l'Avenue de Jupille                    | Liège                                |                                   |       |
| 1963      | Construction d'un immeuble à appartements | avenue Reine Astrid 98                                                   | Liège                                |                                   |       |
| 1964-1977 | Aménagement du quartier Saint-Charles de Bosquetville |                                                                          | Charleroi (Montignies-sur-Sambre)    |                                   |       |
| 1964-1985 | Construction d'un établissement industriel | Angle du quai Vercour et de la rue Paul Jenson                           | Liège                                |                                   |       |
| 1964-1965 | Construction d'un bungalow | Chemin de Fléron                                                         | Fléron (Magnée)                      |                                   |       |
| 1964-1966 | Transformation d'un immeuble | rue Marneffe 25                                                          | Liège                                |                                   |       |
| 1965      | Construction d'un immeuble à appartements | boulevard de la Sauvenière 91                                            | Liège                                |                                   |       |
| 1965-1977 | Habitation à trois logements | Avenue du Centenaire                                                     | Chaudfontaine (Embourg)              |                                   |       |
| 1966-1970 | Construction d'immeuble à logements multiples bloc 13 dans la plaine de Droixhe                                                                                             | rue Renier de Huy                                                        | Liège (Droixhe)                      |                                   |       |
| 1966-1967 | Construction de 72 logements | Bois Saint-Jean                                                          | Seraing (Ougrée)                     |                                   |       |
| 1966-1972 | Construction d'un immeuble à appartements résidence Messidor | Angle de la chaussée du Roi Albert et de la rue L. Dewonck               | Ans                                  |                                   |       |
| 1967-1970 | Aménagement des abords des blocs 3 à 9 dans la plaine de Droixhe |                                                                          | Liège (Droixhe)                      |                                   |       |
| 1967-1986 | Construction d'un Centre commercial et bureau de Poste Liège 2 |                                                                          | Liège (Longdoz)                      |                                   |       |
| 1967      | Construction d'un show-room pour l'exposition de mobilier | Route de Malmedy                                                         | Butgenbach                           |                                   |       |
| 1967-1981 | Construction du Centre médico-familial des Murlais |                                                                          | Liège (Droixhe)                      |                                   |       |
| 1968-1969 | Transformation d'un living, d'une salle-à-manger et d'une chambre à coucher                                                                                                 |                                                                          | Liège (Bressoux)                     |                                   |       |
| 1968-1973 | Avant-projet d'installation d'un lac avec installations sportives (zone hôtel et lotissements)                                                                              | Chemin de Nandrin                                                        | Nandrin                              |                                   |       |
| 1968-1975 | Complexe commercial IMMOVEN | Boulevard Raymond Poincaré, Rues Natalis, des Vennes et Englebert        | Liège                                |                                   |       |
| 1968-1977 | Construction d'un hôtel de ville |                                                                          | Esneux                               |                                   |       |
| 1969-1973 | Construction de la Résidence Roi Albert | Chaussée du Roi Albert                                                   | Ans (Alleur)                         |                                   |       |
| 1969-1971 | Aménagement du parc Sainte-Walburge et alentours | Rue de Campine                                                           | Liège                                |                                   |       |
| 1969-1974 | Aménagement des abords de l'hôtel de ville et du centre de santé | quai Louva                                                               | Seraing (Ougrée)                     |                                   |       |
| 1970-1971 | Extension d'une maison de campagne | Avenue de Nandrin                                                        | Esneux (Hony)                        |                                   |       |
| 1970-1981 | Complexe résidentiel et commercial Bloc 15 | avenue du Centenaire                                                     | Liège (Droixhe)                      |                                   |       |
| 1970-1987 | Construction de la Banque Nagelmackers | Angle de la rue Tournant Saint-Paul et la place Cathédrale               | Liège                                |                                   |       |
| 1970-1971 | Aménagement du parc d'Avroy de la place Sainte-Marie et des Terrasses |                                                                          | Liège                                |                                   |       |
| 1970-1972 | Immeuble de bureaux ou appartements | place des Vennes 38                                                      | Liège                                |                                   |       |
| 1971      | Restauration de la façade du couvent des Récollets | rue Georges Simenon                                                      | Liège                                |                                   |       |
| 1971-1976 | Projet de lotissement |                                                                          | Neupré (Neuville-en-Condroz)         |                                   |       |
| 1971-1987 | Construction de 80 logements | Avenue du Centenaire                                                     | Seraing (Ougrée)                     |                                   |       |
| 1972      | Aménagement des abords d'une grotte |                                                                          | Aywaille (Remouchamps)               |                                   |       |
| 1972-1984 | Construction de l'immeuble commercial du cinéma Concorde | boulevard de la Sauvenière                                               | Liège                                |                                   |       |
| 1972-1990 | Rénovation de la cour du Val Saint-Lambert |                                                                          | Seraing                              |                                   |       |
| 1972      | Construction d'une villa (Lotissement Bois Saint-Jean) | rue de Wallonie 12                                                       | Seraing (Ougrée)                     |                                   |       |
| 1972-1985 | Aménagement de locaux à usage médical et des laboratoires | rue du Vieux Mayeur                                                      | Liège                                |                                   |       |
| 1972-1981 | Aménagement d'un site Laveaux |                                                                          | Esneux                               |                                   |       |
| 1972-1978 | Construction d'une habitation | Avenue des Pâquerettes                                                   | Liège (Roccourt)                     |                                   |       |
| 1972-1976 | Construction d'un immeuble commercial et rapport avec parkings | Féronstrée 19 à 27                                                       | Liège                                |                                   |       |
| 1972-1987 | Cité des Genêts | rue des Genêts, rue Naniot et ruelle des Chats                           | Liège                                |                                   |       |
| 1973-1975 | Construction d'une maison d'habitation | avenue des Platanes                                                      | Liège (Cointe)                       |                                   |       |
| 1973-1975 | Construction d'une maison | rue du Hettin                                                            | Hamoir                               |                                   |       |
| 1973-1976 | Construction de la résidence Rembrandt | Chaussée du Roi Albert                                                   | Ans (Alleur)                         |                                   |       |
| 1973-1976 | Construction d'une maison | Rue Walthère                                                             | Liège                                |                                   |       |
| 1973-1976 | Transformation d'une villa | rue des Noyers                                                           | Visé (Sarolay)                       |                                   |       |
| 1974-1978 | Parc et trémie autoroutière | rue Sainte-Marie                                                         | Liège                                |                                   |       |
| 1974      | Construction d'une villa | rue des Thuyas                                                           | Esneux (Tilff)                       |                                   |       |
| 1974-1976 | Résidences Hermes et Mercure | rues de l'Yser et H. Delvaux                                             | Ans                                  |                                   |       |
| 1974-1975 | Aménagement d'une fermette | rue Autour de l'Église                                                   | Ouffet (Ellemelle)                   |                                   |       |
| 1974-1975 | Lotissement | Chaussée Brunehault, rue de la Limite et autoroute Bruxelles-Aix-Milmort | Herstal                              |                                   |       |
| 1974      | Implantation de deux immeubles à appartements | Rues Général Bertrand et Hebert Goffin                                   | Liège                                |                                   |       |
| 1975-1981 | Construction d'une maison d'habitation | lotissement du Petit Cortil                                              | Chaudfontaine (Embourg)              |                                   |       |
| 1975-1980 | Aménagement et construction de logement au Bernalmont | rue Haut-Pavé                                                            | Liège (Thier-à-Liège)                |                                   |       |
| 1975-1979 | Construction d'une maison d'habitation | Route de Nessonveaux                                                     | Pepinster (Soiron)                   |                                   |       |
| 1975-1978 | Aménagement d'une crèche | rue du Vallon                                                            | Liège                                |                                   |       |
| 1975-1978 | Hall expérimental de l'institut du Génie Civil de l'université de Liège |                                                                          | Liège (Sart Tilman)                  |                                   |       |
| 1975-1977 | Construction d'un rez-de-chaussée commercial avec atelier et appartements                                                                                                   | rue Saints-Gilles 140                                                    | Liège                                |                                   |       |
| 1975-1983 | Aménagement de l'îlot Volière-Pierreuse | rue Fond Saint-Servais                                                   | Liège                                |                                   |       |
| 1975-1976 | Construction d'une maison d'habitation | rue Mendel                                                               | Seraing                              |                                   |       |
| 1975-1982 | Construction d'un complexe scolaire ESES |                                                                          | Amay                                 |                                   |       |
| 1975-1977 | Plan particulier d'aménagement | place du Vieux Tilleul                                                   | Esneux                               |                                   |       |
| 1975-1979 | Centre provincial et tour Malvoz |                                                                          | Liège (Longdoz)                      |                                   |       |
| 1976-1984 | Construction de l'école de Hodimont | rue de la Chapelle                                                       | Verviers                             |                                   |       |
| 1976-1982 | Construction d'un hôtel de police | Rue Natalis                                                              | Liège                                | 50° 37′ 44,92″ N, 5° 34′ 52,41″ E |       |
| 1976      | Aménagement d'un hôtel restaurant | Deux Rys                                                                 | Manhay (Harre)                       |                                   |       |
| 1976      | Aménagement du site de la petite Bacnure |                                                                          | Herstal                              |                                   |       |
| 1976-1977 | Construction d'une villa | Donkerstraat                                                             | Heers (Horpmaal)                     |                                   |       |
| 1977      | Construction d'une maison | rue de l'École                                                           | Verlaine-Durbuy                      |                                   |       |
| 1977-1980 | Centre culturel et école du Longdoz | rues Grétry et d'Harscamp                                                | Liège                                |                                   |       |
| 1977-1984 | Centre culturel | rue Renaud Strivayt 44                                                   | Seraing                              |                                   |       |
| 1977-1985 | Centre de santé | rue Ponçay (actuellement rue Georges Simenon)                            | Liège                                |                                   |       |
| 1977-1982 | Construction de 56 Logements | lieu-dit Beau Vivier                                                     | Seraing (Ougrée)                     |                                   |       |
| 1977-1988 | Restauration et réaffections du Château d'Ordange | rue d'Ordange                                                            | Seraing (Jemeppe-sur-Meuse)          |                                   |       |
| 1978      | Tour Atlas | avenue de Lille 2                                                        | Liège (Droixhe)                      | 50° 38′ 50″ N, 5° 36′ 10″ E       |       |
| 1979-1985 | Aménagement des abords et rénovation des toitures |                                                                          | Seraing                              |                                   |       |
| 1979-1980 | École maternelle Albert Schweitzer |                                                                          | Seraing                              |                                   |       |
| 1980-1983 | Aménagement d'un centre culturel | rue des Rewes                                                            | Saint-Nicolas (Tilleur)              |                                   |       |
| 1980      | Agrandissement des caves | avenue Victor Hugo                                                       | Liège                                |                                   |       |
| 1980-1981 | Construction d'un immeuble d'appartements et agence Bancaire | rue J. Wettincks                                                         | Seraing (Jemeppe-sur-Meuse)          |                                   |       |
| 1980-1982 | Construction d'un garage et aménagement des abords d'une villa | domaine du Beau-mont                                                     | Gesves (Haltinne)                    |                                   |       |
| 1981      | Rénovation de la salle du cinéma Forum | rue Pont d'Avroy, d'Amay et du Mouton Blanc                              | Liège                                |                                   |       |
| 1983      | Aménagement du site du Grognon |                                                                          | Namur                                |                                   |       |
| 1984-1986 | Transformation d'un magasin | Avenue Louise 41                                                         | Bruxelles                            |                                   |       |
| 1987-1989 | Extension de la succursale de la Banque Nationale | rue Hazinelle et place Saint-Paul                                        | Liège                                |                                   |       |
| 1987-1988 | Construction de 6 maisons et d'un garage | rue Bayfils 6                                                            | Esneux (Tilff)                       |                                   |       |
| 1987      | Construction d'une maison d'habitation | Mortroux                                                                 | Dalhem                               |                                   |       |

### Livres
- Christine Renardy (dir.), Liège et l'Exposition universelle de 1905, Bruxelles, La Renaissance du livre, coll. « Les beaux livres du patrimoine », 2005, 318 p. (ISBN 2-87415-495-4 et 9782874154959, ISSN 1373-0827, lire en ligne)
- Anne Van Loo, Marc Dubois, Natascha Langerman et Norbert Poulain, Dictionnaire de l'architecture en Belgique : de 1830 à nos jours, Anvers, Fonds Mercator, 2003 (ISBN 978-90-6153-527-0)
- Sébastien Charlier et Thomas Moor (dir.), Guide d'architecture moderne et contemporaine 1895-2014 – Liège, Bruxelles, Edition Margada - Cellule architecture de la Fédération Wallonie-Bruxelles, 2014, 399 p. (ISBN 978-2-8047-0192-5, présentation en ligne)
- Jacques Sbriglio, Le Corbusier, l'unité d'habitation de Marseille, Marseille, Parenthèses, 2013, 186 p. (ISBN 978-2-86364-277-1)
- Tatiana Debroux, Judith Le Maire et Yannick Vanhaelen, L'entrée en ville. Aménager, expérimenter, représenter, Bruxelles, Edition de l'Université de Bruxelles, 2017, 218 p. (ISBN 978-2-8004-1616-8)

### Revues/journaux
- Quand le logement public participe au développement de l'architecture en Wallonie (Deuxième partie), dans Les Echos du Logement, Numéro 2-2016 – (avril 2016), p. 53, en ligne, [réf. du 22 décembre 2019].
- S. J., « La Maison de Charles Carlier, comme un appel de vue sur la ville », La Gazette de Liège,‎ 27 septembre 1998
- Géraldine Brausch, « La Charte d'Athènes. Lecture collective d'un classique de la pensée urbaine », Dérivations: pour le Débat Urbain, no 3,‎ septembre 2016 (ISSN 2466-5983, résumé, lire en ligne, consulté le 27 janvier 2020)

### Mémoire
- Gérard Deplus (mémoire de fin d'études), Mémoire(s) d'EGAU : un demi-siècle d'architecture, Liège, Institut supérieur d'architecture Saint-Luc de Wallonie, 2001